# Andreas Stilianú
Andreas Stilianú (grec: Ανδρέας Στυλιανού)  (Kathikas, 23 de gener de 1942) és un exfutbolista xipriota de la dècada de 1960.
Fou 37 cops internacional amb la selecció xipriota.
Pel que fa a clubs, fou jugador de l'APOEL, on marcà 148 gols en 314 partits.